# Kamalpur
Kamalpur is een nagar panchayat (plaats) in het district Dhalai van de Indiase staat Tripura. 

## Demografie
Volgens de Indiase volkstelling van 2001 wonen er 5.141 mensen in Kamalpur, waarvan 52% mannelijk en 48% vrouwelijk is. De plaats heeft een alfabetiseringsgraad van 82%. 